# Le Tueur de la Green River
Le Tueur de la Green River (anglais : Green River Killer. A True Detective Story) est une bande dessinée de Jonathan Case (dessin) et Jeff Jensen (scénario) publiée aux États-Unis par Dark Horse Books en septembre 2011 et traduite en français l'année suivante par Ankama. Elle raconte les crimes du tueur en série Gary Ridgway du point de vue de l'officier de police qui enquête sur ses meurtres.

## Prix et récompenses
- 2012 : Prix Eisner de la meilleure bande dessinée inspirée de la réalité
- 2013 : Sélection polar du festival d'Angoulême 2013